# 吉姆·法默
詹姆斯·休伯特·法默三世（英語：James Hubert Farmer III，1964年9月23日—），美国NBA联盟前职业篮球运动员。他在1987年的NBA选秀中第1轮第20顺位被达拉斯小牛选中。